# كوندوبوغا
كوندوبوغا (بالروسية: Кондопога) هي إحدى مدن روسيا في الكيان الفدرالي الروسي جمهورية كاريليا.

## توأمة
لكوندوبوغا اتفاقيات توأمة مع:
- تراكي (2014 - )[4]

## أعلام
- لاريسا لازوتينا